# Cataratas Boyoma
Las cataratas Boyoma, conocidas también como cataratas Wagenia o antiguamente como cataratas Stanley, son un grupo de siete cataratas que se extienden durante más de cien kilómetros sobre el río Lualaba, cerca de Kisangani (antes Stanleyville), en la parte oriental de la República Democrática del Congo. La caída total es de 61 metros. En la parte más baja de las cataratas, el Lualaba se convierte en el río Congo. Una línea de ferrocarril salva el desnivel que provoca las cataratas y que impide la navegación fluvial, uniendo las ciudades de Kisangani y Ubundu.